# Hypoponera inexorata
Hypoponera inexorata es una especie de hormiga del género Hypoponera, subfamilia Ponerinae. 

## Distribución
Esta especie se encuentra en México, Panamá y los Estados Unidos.